# Eiliv Skard
Eiliv Skard, född den 19 oktober 1898 i Levanger, död den 30 september 1978 i Oslo, var en norsk klassisk filolog och idé- och lärdomshistoriker, son till Matias Skard, bror till Bjarne och Sigmund Skard.
Han var född i Levanger, men familjen flyttade redan 1901 til Kristiansand, där han växte upp. Han tog artium 1916, adjunktexamen 1922, var gymnasielärare i Hornnes och Orkdal på 1920-talet och blev dr.philos. 1931. Han var professor vid universitetet i Oslo från 1934 till 1968, först i klassisk filologi och från 1948 i antikkens åndshistorie.
Skard bedrev en allsidig och omfattande verksamhet, både inom det akademiska fältet, där han sysslade såväl med Sallustius och Ennius som med norsk latinskspråkig medeltidslitteratur (arbeten om Historia Norvergiae och Passio Olavi), och  som läroboksförfattare och folkbildare.
Han var medansvarig från starten av Samlagets serie Klassiske bokverk i norsk utsetjing, var medredaktör av Vestens tenkere (3 band, 1962). Han skrev nynorska, som idealet var i barndomshemmet, och var från 1930-talet knuten till Oxfordgrupprörelsen och MRA.